# Prix Kim Il-sung
 (octobre 2021).
Le Prix Kim Il-sung est une récompense décernée par le gouvernement de la Corée du Nord à des personnes ou des évènements ou des monuments, dans divers domaines, qui font preuve d'un service exemplaire envers les valeurs du Juche. Parmi les anciens décorés figurent le compositeur coréen Kim Won-gyun, le judoka Kye Sun-hui et le festival Arirang. 